# Čcha Min-kju
Čcha Min-kju (korejsky 차민규, anglický přepis: Cha Min-kyu; * 16. března 1993) je jihokorejský rychlobruslař.
V roce 2012 se představil na Mistrovství světa juniorů. V dalších letech startoval, až na výjimky, pouze v národních závodech. Na mezinárodní scéně se představil v roce 2016, kdy nastoupil do seriálu Světového poháru. Na Mistrovství světa na jednotlivých tratích 2017 skončil na distanci 500 m na 12. místě. V letech 2016 a 2017 se na této trati ve Světovém poháru dvakrát umístil na stupních vítězů. Zúčastnil se Zimních olympijských her 2018, kde v závodě na 500 m získal stříbrnou medaili a na dvojnásobné distanci se umístil na 12. příčce. Z Mistrovství světa na jednotlivých tratích 2019 si přivezl stříbro z týmového sprintu. Na premiérovém Mistrovství čtyř kontinentů 2020 vyhrál týmový sprint a na světovém sprinterském šampionátu 2020 vybojoval bronzovou medaili. Z Mistrovství čtyř kontinentů 2022 si přivezl stříbro z týmového sprintu a z distance 500 m. Na Zimních olympijských hrách 2022 obhájil stříbrnou medaili v závodě na 500 m, na kilometrové trati dobruslil jako osmnáctý.